# Олавски окръг
Олавски окръг (на полски: Powiat oławski) е окръг в Югозападна Полша, Долносилезко войводство. Заема площ от 524,10 км2. Административен център е град Олава.

## География
Окръгът се намира в историческата област Долна Силезия. Разположен е в източната част на войводството.

## Население
Населението на окръга възлиза на 75 151 души (2012 г.). Гъстотата е 143 души/км2.

## Административно деление
Административно окръгът е разделен на 4 общини.
Градска община:
- Олава

Градско-селска община:
- Община Йелч-Лясковице

Селски общини:
- Община Доманьов
- Община Олава

## Фотогалерия
- Йелч-Лясковице
- Олава